# Liste der britischen Abgeordneten zum EU-Parlament (1979–1984)
Die Liste der britischen Abgeordneten zum EU-Parlament (1979–1984) listet alle niederländischen Mitglieder des 1. Europäischen Parlaments nach der Europawahl im Vereinigten Königreich 1979.

## Mandatsstärke der Parteien
- SOC: 18
- NI: 1
- ED: 61
- EDA: 1

| Nationale Partei                          | Mandate           | Fraktion                                         |
| ----------------------------------------- | ----------------- | ------------------------------------------------ |
| Conservative Party (Cons)                 | 60                | Europäische Demokraten (ED)                      |
| Ulster Unionist Party (UUP)               | 01                | Europäische Demokraten (ED)                      |
| Labour Party                              | 17                | Sozialdemokratische Fraktion (SOC)               |
| Labour Party                              | 16 (ab Jan. 1984) | Sozialdemokratische Fraktion (SOC)               |
| Social Democratic and Labour Party (SDLP) | 01                | Sozialdemokratische Fraktion (SOC)               |
| Social Democratic Party (SDP)             | 01 (ab Jan. 1984) | Sozialdemokratische Fraktion (SOC)               |
| Scottish National Party (SNP)             | 01                | Europäische Demokraten für den Fortschritt (EPD) |
| Democratic Unionist Party (DUP)           | 01                | Fraktionslose Abgeordnete (NI)                   |
| Gesamt                                    | 81                |                                                  |

## Abgeordnete
| Bild | MEP                       | Lebens- daten | von           | bis           | Partei    | Fraktion | Wahlkreis                | Anmerkungen                     |
| ---- | ------------------------- | ------------- | ------------- | ------------- | --------- | -------- | ------------------------ | ------------------------------- |
|      | Gordon Adam               | 1934          | 17. Juli 1979 | 23. Juli 1984 | Labour    | SOC      | Northumbria              |                                 |
|      | Richard Balfe             | 1944          | 17. Juli 1979 | 23. Juli 1984 | Labour    | SOC      | London South Inner       |                                 |
|      | Neil Balfour              | 1944          | 17. Juli 1979 | 23. Juli 1984 | Cons      | ED       | Yorkshire North          |                                 |
|      | Robert Battersby          | 1924–2002     | 17. Juli 1979 | 23. Juli 1984 | Cons      | ED       | Humberside               |                                 |
|      | Peter Beazley             | 1922–2004     | 17. Juli 1979 | 23. Juli 1984 | Cons      | ED       | Bedfordshire South       |                                 |
|      | Nicholas Bethell          | 1938–2007     | 17. Juli 1979 | 23. Juli 1984 | Cons      | ED       | London North West        |                                 |
|      | Roland Boyes              | 1937–2006     | 17. Juli 1979 | 23. Juli 1984 | Labour    | SOC      | Durham                   |                                 |
|      | Beata Brookes             | 1930–2015     | 17. Juli 1979 | 23. Juli 1984 | Cons      | ED       | Wales North              |                                 |
|      | Janey Buchan              | 1926–2012     | 17. Juli 1979 | 23. Juli 1984 | Labour    | SOC      | Glasgow                  |                                 |
|      | Richard Caborn            | 1943          | 17. Juli 1979 | 23. Juli 1984 | Labour    | SOC      | Sheffield                |                                 |
|      | Barbara Castle            | 1910–2002     | 17. Juli 1979 | 23. Juli 1984 | Labour    | SOC      | Greater Manchester North |                                 |
|      | Frederick Catherwood      | 1925–2014     | 17. Juli 1979 | 23. Juli 1984 | Cons      | ED       | Cambridgeshire           |                                 |
|      | Ann Clwyd                 | 1937–2023     | 17. Juli 1979 | 23. Juli 1984 | Labour    | SOC      | Wales Mid & West         |                                 |
|      | Kenneth Collins           | 1939          | 17. Juli 1979 | 23. Juli 1984 | Labour    | SOC      | Strathclyde East         |                                 |
|      | Richard Cottrell          | 1943          | 17. Juli 1979 | 23. Juli 1984 | Cons      | ED       | Bristol                  |                                 |
|      | David Curry               | 1944          | 17. Juli 1979 | 23. Juli 1984 | Cons      | ED       | Essex North East         |                                 |
|      | Ian Dalziel               | 1947          | 17. Juli 1979 | 23. Juli 1984 | Cons      | ED       | Lothians                 |                                 |
|      | John de Courcy Ling       | 1933–2005     | 17. Juli 1979 | 23. Juli 1984 | Cons      | ED       | Midlands Central         |                                 |
|      | Basil de Ferranti         | 1930–1988     | 17. Juli 1979 | 23. Juli 1984 | Cons      | ED       | Hampshire West           |                                 |
|      | Diana Elles               | 1921–2009     | 17. Juli 1979 | 23. Juli 1984 | Cons      | ED       | Thames Valley            |                                 |
|      | Derek Enright             | 1935–1995     | 17. Juli 1979 | 23. Juli 1984 | Labour    | SOC      | Leeds                    |                                 |
|      | Winnie Ewing              | 1929–2023     | 17. Juli 1979 | 23. Juli 1984 | SNP       | EPD      | Highlands and Islands    |                                 |
|      | Adam Fergusson            | 1932          | 17. Juli 1979 | 23. Juli 1984 | Cons      | ED       | Strathclyde West         |                                 |
|      | Norvela Forster           | 1931–1993     | 17. Juli 1979 | 23. Juli 1984 | Cons      | ED       | Birmingham South         |                                 |
|      | Eric Forth                | 1944–2006     | 17. Juli 1979 | 23. Juli 1984 | Cons      | ED       | Birmingham North         |                                 |
|      | Michael Gallagher         | 1934–2015     | 17. Juli 1979 | 23. Juli 1984 | LabourSDP | SOC      | Nottingham               | Parteiwechsel am 5. Januar 1984 |
|      | Win Griffiths             | 1943          | 17. Juli 1979 | 23. Juli 1984 | Labour    | SOC      | Wales South              |                                 |
|      | Harmar Harmar-Nicholls    | 1912–2000     | 17. Juli 1979 | 23. Juli 1984 | Cons      | ED       | Greater Manchester South |                                 |
|      | David Harris              | 1937          | 17. Juli 1979 | 23. Juli 1984 | Cons      | ED       | Cornwall & Plymouth      |                                 |
|      | Gloria Hooper             | 1939          | 17. Juli 1979 | 23. Juli 1984 | Cons      | ED       | Liverpool                |                                 |
|      | William Hopper            | 1929          | 17. Juli 1979 | 23. Juli 1984 | Cons      | ED       | Greater Manchester West  |                                 |
|      | Brian Hord                | 1934–2015     | 17. Juli 1979 | 23. Juli 1984 | Cons      | ED       | London West              |                                 |
|      | Paul Howell               | 1951–2008     | 17. Juli 1979 | 23. Juli 1984 | Cons      | ED       | Norfolk                  |                                 |
|      | John Hume                 | 1937–2020     | 17. Juli 1979 | 23. Juli 1984 | SDLP      | SOC      | Northern Ireland         |                                 |
|      | Alasdair Hutton           | 1940          | 17. Juli 1979 | 23. Juli 1984 | Cons      | ED       | South of Scotland        |                                 |
|      | Christopher Jackson       | 1935–2019     | 17. Juli 1979 | 23. Juli 1984 | Cons      | ED       | Kent East                |                                 |
|      | Robert Victor Jackson     | 1946          | 17. Juli 1979 | 23. Juli 1984 | Cons      | ED       | Upper Thames             |                                 |
|      | Stanley Johnson           | 1940          | 17. Juli 1979 | 23. Juli 1984 | Cons      | ED       | Wight & Hampshire East   |                                 |
|      | Edward Kellett-Bowman     | 1931–2022     | 17. Juli 1979 | 23. Juli 1984 | Cons      | ED       | Lancashire East          |                                 |
|      | Elaine Kellett-Bowman     | 1923–2014     | 17. Juli 1979 | 23. Juli 1984 | Cons      | ED       | Cumbria                  |                                 |
|      | Brian Key                 | 1947–2016     | 17. Juli 1979 | 23. Juli 1984 | Labour    | SOC      | Yorkshire South          |                                 |
|      | Alfred Lomas              | 1928–2021     | 17. Juli 1979 | 23. Juli 1984 | Labour    | SOC      | London North East        |                                 |
|      | John Marshall             | 1940          | 17. Juli 1979 | 23. Juli 1984 | Cons      | ED       | London North             |                                 |
|      | Thomas Megahy             | 1929–2008     | 17. Juli 1979 | 23. Juli 1984 | Labour    | SOC      | Yorkshire South West     |                                 |
|      | James Moorhouse           | 1924–2014     | 17. Juli 1979 | 23. Juli 1984 | Cons      | ED       | London South             |                                 |
|      | Robert Moreland           | 1941          | 17. Juli 1979 | 23. Juli 1984 | Cons      | ED       | Staffordshire East       |                                 |
|      | Bill Newton Dunn          | 1941          | 17. Juli 1979 | 23. Juli 1984 | Cons      | ED       | Lincolnshire             |                                 |
|      | David Nicolson            | 1922–1996     | 17. Juli 1979 | 23. Juli 1984 | Cons      | ED       | London Central           |                                 |
|      | Tom Normanton             | 1917–1997     | 17. Juli 1979 | 23. Juli 1984 | Cons      | ED       | Cheshire East            |                                 |
|      | Ian Paisley               | 1926–2014     | 17. Juli 1979 | 23. Juli 1984 | DUP       | NI       | Northern Ireland         |                                 |
|      | Ben Patterson             | 1939          | 17. Juli 1979 | 23. Juli 1984 | Cons      | ED       | Kent West                |                                 |
|      | Andrew Pearce             | 1937          | 17. Juli 1979 | 23. Juli 1984 | Cons      | ED       | Cheshire West            |                                 |
|      | Henry Plumb               | 1925–2022     | 17. Juli 1979 | 23. Juli 1984 | Cons      | ED       | Cotswolds                |                                 |
|      | Derek Prag                | 1923–2010     | 17. Juli 1979 | 23. Juli 1984 | Cons      | ED       | Hertfordshire            |                                 |
|      | Peter Price               | 1942          | 17. Juli 1979 | 23. Juli 1984 | Cons      | ED       | Lancashire West          |                                 |
|      | Christopher Prout         | 1942–2009     | 17. Juli 1979 | 23. Juli 1984 | Cons      | ED       | Salop and Stafford       |                                 |
|      | James Provan              | 1936          | 17. Juli 1979 | 23. Juli 1984 | Cons      | ED       | North East Scotland      |                                 |
|      | John Purvis               | 1938–2022     | 17. Juli 1979 | 23. Juli 1984 | Cons      | ED       | Mid Scotland and Fife    |                                 |
|      | Joyce Quin                | 1944          | 17. Juli 1979 | 23. Juli 1984 | Labour    | SOC      | Tyne South and Wear      |                                 |
|      | Brandon Rhys-Williams     | 1927–1988     | 17. Juli 1979 | 23. Juli 1984 | Cons      | ED       | London South East        |                                 |
|      | Shelagh Roberts           | 1924–1992     | 17. Juli 1979 | 23. Juli 1984 | Cons      | ED       | London South West        |                                 |
|      | Allan Rogers              | 1932–2023     | 17. Juli 1979 | 23. Juli 1984 | Labour    | SOC      | Wales South East         |                                 |
|      | James Scott-Hopkins       | 1921–1995     | 17. Juli 1979 | 23. Juli 1984 | Cons      | ED       | Hereford & Worcester     |                                 |
|      | Barry Seal                | 1937          | 17. Juli 1979 | 23. Juli 1984 | Labour    | SOC      | Yorkshire West           |                                 |
|      | Madron Seligman           | 1918–2002     | 17. Juli 1979 | 23. Juli 1984 | Cons      | ED       | Sussex West              |                                 |
|      | Alexander Sherlock        | 1922–1999     | 17. Juli 1979 | 23. Juli 1984 | Cons      | ED       | Essex South West         |                                 |
|      | Richard Simmonds          | 1944          | 17. Juli 1979 | 23. Juli 1984 | Cons      | ED       | Midlands West            |                                 |
|      | Anthony Simpson           | 1935–2022     | 17. Juli 1979 | 23. Juli 1984 | Cons      | ED       | Northamptonshire         |                                 |
|      | Tom Spencer               | 1948–2023     | 17. Juli 1979 | 23. Juli 1984 | Cons      | ED       | Derbyshire               |                                 |
|      | James Spicer              | 1925–2015     | 17. Juli 1979 | 23. Juli 1984 | Cons      | ED       | Wessex                   |                                 |
|      | Jack Stewart-Clark        | 1929          | 17. Juli 1979 | 23. Juli 1984 | Cons      | ED       | Sussex East              |                                 |
|      | Charles Strachey          | 1945          | 17. Juli 1979 | 23. Juli 1984 | Cons      | ED       | Devon                    |                                 |
|      | John Taylor               | 1937          | 17. Juli 1979 | 23. Juli 1984 | UUP       | ED       | Northern Ireland         |                                 |
|      | John Taylor               | 1941–2017     | 17. Juli 1979 | 23. Juli 1984 | Cons      | ED       | Midlands East            |                                 |
|      | Friedrich August Tuchmann | 1922–2017     | 17. Juli 1979 | 23. Juli 1984 | Cons      | ED       | Leicester                |                                 |
|      | Amédée Turner             | 1929–2021     | 17. Juli 1979 | 23. Juli 1984 | Cons      | ED       | Suffolk                  |                                 |
|      | Alan Tyrrell              | 1933–2014     | 17. Juli 1979 | 23. Juli 1984 | Cons      | ED       | London East              |                                 |
|      | Peter Vanneck             | 1922–1999     | 17. Juli 1979 | 23. Juli 1984 | Cons      | ED       | Cleveland                |                                 |
|      | Frederick Warner          | 1918–1995     | 17. Juli 1979 | 23. Juli 1984 | Cons      | ED       | Somerset                 |                                 |
|      | Charles Wellesley         | 1945          | 17. Juli 1979 | 23. Juli 1984 | Cons      | ED       | Surrey                   |                                 |
|      | Michael Welsh             | 1942          | 17. Juli 1979 | 23. Juli 1984 | Cons      | ED       | Lancashire Central       |                                 |